# Burg Herstelle
Die Burg Herstelle ist eine Höhenburg auf einer Erhebung im Wesertal über dem Ortsteil Herstelle der Stadt Beverungen in Nordrhein-Westfalen. Heute ist die Burg nach ihrer grundlegenden Sanierung in Privatbesitz der Familie Hörning.

## Geschichte
In dem Herstelle an der Weser schlug Karl der Große 797 während der Sachsenkriege sein Winterlager auf und gründete eine Kapelle. Er nannte den Ort Heristal Saxonicum. Heristal in Francia (heute Herstal, eine belgische Gemeinde in der Provinz Lüttich) war als Wiege der Pippiniden und Hauptaufenthaltsort Karls des Großen in den Jahren 758 bis 784 eine Hauptresidenz des Frankenreiches und Ausstellungsort des „Haristalense“ (Kapitular von 779). Am 28. Oktober 797 begann mit dem Capitulare Saxonicum eine weniger harte Politik gegenüber den Sachsen. Bauten und Befestigungen, die zu dem Winterlager gehört haben können, sind bislang nicht bekannt. Auch ist es bislang nicht lokalisiert worden, eine Lage im Bereich der heutigen Gemeinde Herstelle ist nicht zwingend der Fall. Die damalige Bedeutung dieser Königspfalz erhellt sich auch daraus, dass sich Karls Winterquartier dort ungewöhnlicherweise bis Mai 798 ausweitete.
Es ist nicht überliefert, weswegen bereits im darauffolgenden Jahr dann Paderborn am Schnittpunkt des Westfälischen Hellweges mit dem Frankfurter Weg Bischofssitz wurde. Vermutlich spielte hier die plötzliche Flucht von Papst Leo III. wegen Ehebruchsvorwürfen aus Rom in die Pfalz Paderborn eine Rolle. Die Hilfe des mächtigen fränkischen Königs erkaufte sich der Papst nicht nur durch die Anerkennung eines Bistums in Sachsen bereits im Jahre 799, sondern auch noch durch Karls Krönung zum Römischen Kaiser zu Weihnachten 800 in Rom. Heristal Saxonicum war nur zwei Jahre nach seiner Gründung längst noch nicht so ausgebaut wie die bereits 776 gegründete Pfalz Paderborn.
An diese früheste Zeit von Herstelle will der Karlstein erinnern. Dieser Felstisch nur wenige hundert Meter unweit der Burg auf einer Klippe über der Weser entstand 1835 bei Sprengungen für eine Chaussee (die heutige Bundesstraße 83). Nach 1835 wurde auch der älteste Kreuzstein Westfalens, vielfach als Bonifatiuskreuz bezeichnet, an diesen Ort versetzt und zur Erinnerung an die frühe Geschichte von Herstelle mit der Jahreszahl 797 versehen. Seine Herkunft ist nicht überliefert. W. Brockpähler bezeichnet ihn in seinem Standardwerk „Steinkreuze in Westphalen“ (Münster 1963, S. 63f) als möglicherweise altfränkisch und schreibt von einem eventuellen Steinmetz im Gefolge Karls des Großen, der das Kreuz „nach dem Muster ähnlicher Denkmale in seiner Heimat gefertigt“ haben könnte. Das Bonifatiuskreuz könnte aus der Burg selbst stammen, weil die Entstehung des Karlsteines 1835 zeitlich gut mit den neuzeitlichen Bauarbeiten auf der Burg von 1825 bis 1832 korrespondiert. Außerdem spricht die räumliche Nähe von Burg und Karlstein hierfür. Einen Beleg gibt es allerdings nicht.
Die spätmittelalterliche Burg Herstelle fand als Besitz des Paderborner Bischofs 1292 Ersterwähnung. Nach Verpfändung in der ersten Hälfte des 14. Jahrhunderts setzte Bischof Simon II. (1380–1389) die Ritter von Falkenberg dort als Amtsleute ein. Am 24. Juli 1464 legten Soldaten des Hessischen Landgrafen Ludwig II. in der Hessen-Paderbornischen Fehde (1464 bis 1471) mit Bischof Simon III. (1463–1498) um Burg und Stadt Calenberg Burg und Ort Herstelle in Schutt und Asche. Bis zum Ende des 15. Jahrhunderts bauten die Bewohner Burg und Dorf mit bischöflicher Unterstützung wieder auf.
Während des Dreißigjährigen Krieges erneut geplündert und niedergebrannt, erfolgte um 1650 ein weiterer (fast vollständiger) Wiederaufbau der Burg. Zu Beginn des 19. Jahrhunderts verfiel sie endgültig. Einige Abschnitte der Ringmauer, das ehemalige bischöflich-paderbornische Amtshaus (1798) – ein eingeschossiger, fünfachsiger Putzbau mit Mansarddach – und eine Scheune von 1757 gibt es aber noch. Danach diente die Burg bis 1983 wechselnden Besitzern als Erholungsstätte.

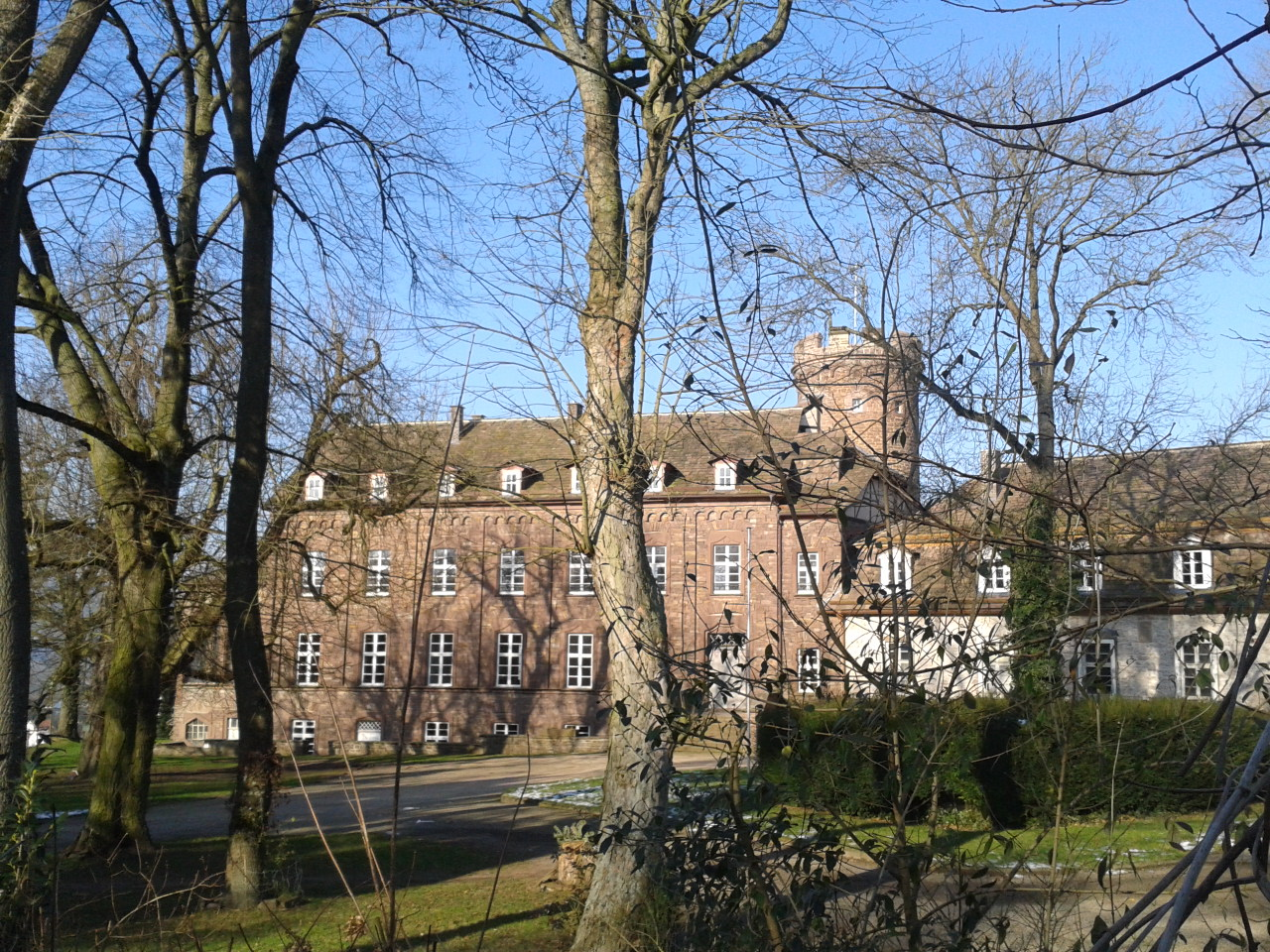
Blick auf die Burg von Südosten

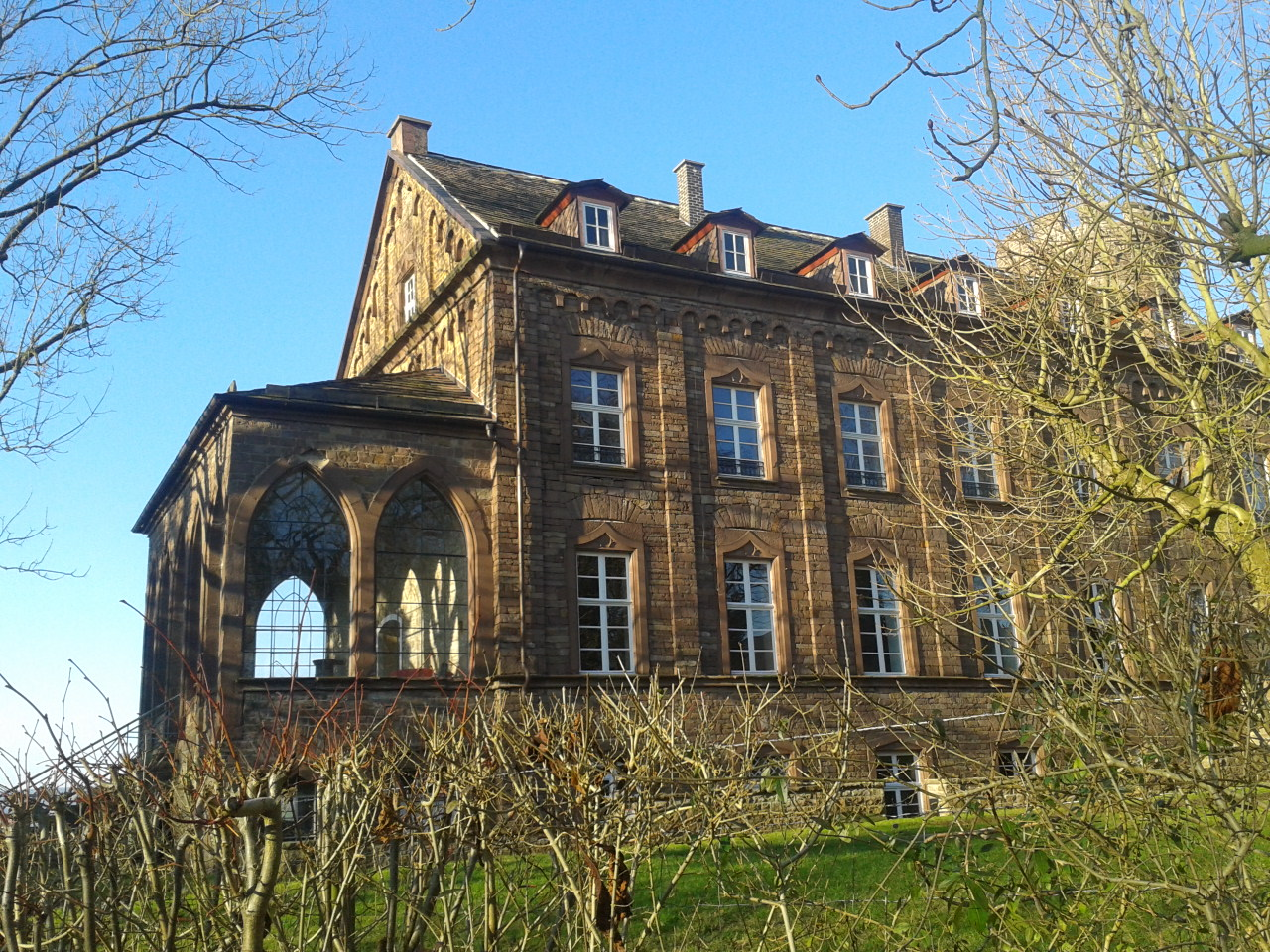
Wintergarten

Das heutige Gebäude entstand 1825 bis 1832. 1823 erwarb Fernandine Heereman von Zuydtwyck, eine Tochter des Werner Adolph von Haxthausen, die Anlage und beauftragte den Koblenzer Architekten Johann Claudius von Lassaulx mit dem Neubau eines Schlosses, etwas westlich der alten Burg. 1832 war das Schloss vollendet, das in seinen Bauteilen die Idee der Burganlage aufnahm. Das unverputzte, aus Bruchstein erbaute Haupthaus steht für den Palas. Der sich rechts anschließende runde Treppenturm mit Rundbogenfries und Zinnenkranz soll an den Bergfried erinnern. Beides liegt hinter einer kurzen steinernen Brücke, zu der eine siebenstufige Treppe führt. Im 19. Jahrhundert trafen sich auf der Burg namhafte Künstler und Wissenschaftler, unter anderem Annette von Droste-Hülshoff und die Brüder Grimm. Neogotisches Portal: Die Fassaden des dreigeschossigen Schlosses sind regelmäßig durch Lisenen, einen mehrschichtigen Wandaufbau und einen Rundbogenfries im Traufbereich gegliedert. Die Fenster rahmen rote Sandsteinwände mit profilierter Dreiecksübergiebelung. Ein hohes, mit Wesersandsteinplatten gedecktes Satteldach mit Gauben in zwei Reihen bekrönt den Bau. Zu betreten ist das Gebäude mit dem hohen Wesersandstein durch ein zweiflügeliges, neogotisches Portal mit Maßwerkdekorationen. An der gegenüberliegenden Westseite ist der in ganzer Breite vorgelegte Wintergarten auf hohem Sockelgeschoss angebaut. Heute ist die Burg nach ihrer Wiederherstellung in Privatbesitz.
Im August 2016 wurde die Burg von der LWL-Denkmalpflege, Landschafts- und Baukultur in Westfalen als Denkmal des Monats in Westfalen-Lippe ausgezeichnet. 2017 erhielt die Burg den 1. Preis des Bundespreises für Handwerk in der Denkmalpflege in Nordrhein-Westfalen.

## Heutige Nutzung
Mit dem Kauf der Burg durch die Familie Hörning im Jahr 2007 wurde die Anlage nach und nach wieder mehr für die Öffentlichkeit zugänglich gemacht. Der große Saal der Burg wird gelegentlich als Trauzimmer des Standesamtes der Stadt Beverungen genutzt. Mehrmals im Jahr finden Kunst- und Kulturveranstaltungen im großen Saal und im Burgpark statt.
Die „Akademie der lesenden Künste“ mietete Räume der Burg an und veranstaltete ein Literatur-Seminar. Sie schloss damit an die 170 Jahre alte Tradition der Burg als  Treffpunkt für Künstler und Autoren an. 2016 wurde der Kunst- und Kulturverein Burg Herstelle e. V. gegründet. Er will Veranstaltungen unterstützen, die sich durch Teilnehmerbeiträge oder Eintritte allein nicht finanzieren lassen.